# Craig Gruber
Craig Gruber (22 giugno 1951 – 5 maggio 2015) è stato un bassista statunitense.

## Biografia
Si unisce agli Elf nel 1972 per sostituire al basso Ronnie James Dio, che da quel momento in avanti avrà solo il ruolo di cantante. Nell'agosto del 1974 viene reclutato da Ritchie Blackmore per formare i Rainbow. Dopo le registrazioni del primo album, nel maggio dell'anno successivo, venne respinto da Blackmore. Nel 1979 sostituisce per un breve periodo Geezer Butler nei Black Sabbath, poco prima dell'uscita di Heaven and Hell. Nel 1983 si unisce alla band di Gary Moore e incide We Want Moore!.
È deceduto il 5 maggio 2015 all'età di 63 anni per l'esito di un carcinoma della prostata.

## Discografia

### Con gli Elf
- 1974 - Carolina County Ball
- 1975 - Trying to Burn the Sun
- 1978 - The Gargantuan
- 1991 - The Elf Albums

### Con i Rainbow
- 1975 – Ritchie Blackmore's Rainbow

### Con Gary Moore
- 1984 - We Want Moore!